# Wouter Duetz
Wouter Duetz es un deportista neerlandés que compitió en vela en la clase Laser. Ganó una medalla de plata en el Campeonato Mundial de Laser de 1989.

## Palmarés internacional
| \| Campeonato Mundial \| Campeonato Mundial \| Campeonato Mundial \| Campeonato Mundial \| \| Año \| Lugar \| Medalla \| Clase \| \| ------------------ \| ------------------ \| ------------------ \| ------------------ \| \| 1989 \| Århus (Dinamarca) \| Medalla de plata \| Laser \| |                   |                  |       |
| Campeonato Mundial |                   |                  |       |
| Año | Lugar             | Medalla          | Clase |
| 1989 | Århus (Dinamarca) | Medalla de plata | Laser |